# Robert von der Goltz (Politiker)
Robert von der Goltz (* 16. Dezember 1811 in Goldberg, Niederschlesien; † 11. Dezember 1855 in Köln) war ein deutscher Richter, Offizier und Abgeordneter im Königreich Preußen.

## Leben
Goltz war Sohn des Rittergutbesitzers Carl Christian von der Goltz. Um 1832 studierte er Rechtswissenschaft an der Rheinischen Friedrich-Wilhelms-Universität Bonn. 1832 wurde er Mitglied  der Burschenschaft Alte Marcomannia Bonn. Danach war er bis 1843 Offizier der Preußischen Armee. Von 1843 bis 1852 war er als Assessor am Landgericht Brieg. Von 1843 bis 1849 war er zugleich Bürgermeister von Brieg. 
Im Mai 1849 war Goltz Mitglied und Schriftführer der Generalversammlung vom Centralmärzverein in Frankfurt am Main. Wegen dieser Tätigkeit wurde ihm sein Offizierspatent entzogen und seine Wiederwahl zum Bürgermeister in Brieg nicht anerkannt. In der Frankfurter Nationalversammlung vertrat er den Wahlkreis Schlesien 17 (Brieg) und war dort Abgeordneter vom 18. Mai 1848 bis 30. Mai 1849. Während dieser Zeit war er Schriftführer der Nationalversammlung (einschließlich des 17. Mai 1848). Er gehörte den beiden Ausschüssen für Petitionen sowie Kirchen- und Schulangelegenheiten an. Er stimmte für die Wahl von Friedrich Wilhelm IV. zum deutschen Kaiser.
Ab 1852 lebte er in Köln.